# Jamaican International
Die Jamaican International sind die offenen internationalen Meisterschaften von Jamaika im Badminton. Mit der Ausrichtung internationaler Titelkämpfe seit den 1960er Jahren, wenn auch unregelmäßig, sind die Titelkämpfe die ältesten internationalen Badmintonmeisterschaften in der Karibik. Teilweise waren auch die nationalen Meisterschaften offen für ausländische Starter.

## Sieger
| Jahr      | Herreneinzel      | Dameneinzel       | Herrendoppel                    | Damendoppel                        | Mixed                                      |
| --------- | ----------------- | ----------------- | ------------------------------- | ---------------------------------- | ------------------------------------------ |
| 1971      | Roy Díaz González | Margaret Parslow  | Anthony Garcia Jamie Paulson    | Barbara Lai Annie Lowe             | Jamie Paulson Jennifer Haddad              |
| 1972      | Jamie Paulson     | Nancy McKinley    | Yves Paré Jamie Paulson         | Nancy McKinley Pam Stockton        | Roy Díaz González Pam Stockton             |
| 1973      | Sture Johnsson    | Margaret Beck     | Yves Paré Jamie Paulson         | Margaret Beck Bridget Cooper       | Sture Johnsson Eva Twedberg                |
| 1974      | Sture Johnsson    | Jennifer Haddad   | Ade Chandra Herman              | Jennifer Haddad Norma Haddad       | Robert Richards Jennifer Haddad            |
| 1975      | Flemming Delfs    | Lene Køppen       | Ray Stevens Mike Tredgett       | Lene Køppen Joke van Beusekom      | Elo Hansen Lene Køppen                     |
| 1976      | Willy Nilsson     | Lesley Harris     | Stefan Karlsson Claes Nordin    | Pauline Delisle Lesley Harris      | Lucio Fabris Pauline Delisle               |
| 1977 1981 | keine Daten       | keine Daten       | keine Daten                     | keine Daten                        | keine Daten                                |
| 1982      | Federico Valdez   | Marie Leyow       | Federico Valdez Germán Valdez   | Marie Leyow Judy Ziadie            | Robert Richards Marie Leyow                |
| 1983 1998 | keine Daten       | keine Daten       | keine Daten                     | keine Daten                        | keine Daten                                |
| 1999      | Kevin Han         | Kara Solmundson   | Howard Bach Mark Manha          | Shackerah Cupidon Nigella Saunders | Mike Beres Kara Solmundson                 |
| 2000 2014 | nicht ausgetragen | nicht ausgetragen | nicht ausgetragen               | nicht ausgetragen                  | nicht ausgetragen                          |
| 2015      | Martin Giuffre    | Ebru Tunalı       | Rodolfo Ramírez Jonathan Solís  | Cemre Fere Ebru Tunalı             | Ramazan Öztürk Neslihan Kılıç              |
| 2016      | Pedro Martins     | Jeanine Cicognini | Matijs Dierickx Freek Golinski  | Ruth Williams Katherine Wynter     | David Obernosterer Elisabeth Baldauf       |
| 2017      | Søren Toft Hansen | Rachel Honderich  | Venkatesh Prasad Jagadish Yadav | Leanne Choo Rachel Honderich       | Toby Ng Rachel Honderich                   |
| 2018      | Jason Ho-Shuee    | Jamie Hsu         | Tarun Kona Saurabh Sharma       | Jamie Hsu Jamie Subandhi           | Osleni Guerrero Yeily Mari Ortiz Rodriguez |
| 2019      | Kodai Naraoka     | Jordan Hart       | Jonathan Solís Rudolfo Ramírez  | Breanna Chi Jennie Gai             | Artur Silva Pomoceno Lohaynny Vicente      |
| 2020      | Takuma Obayashi   | Momoka Kimura     | Jonathan Solís Aníbal Marroquín | Sayaka Hobara Rena Miyaura         | Jonathan Solís Diana Corleto Soto          |
| 2021 2024 | nicht ausgetragen | nicht ausgetragen | nicht ausgetragen               | nicht ausgetragen                  | nicht ausgetragen                          |